# Hôtel de ville de Pretoria
L’hôtel de ville de Pretoria (anglais : Pretoria City Hall) est un bâtiment public municipal de la ville de Pretoria, en Afrique du Sud, construit de 1931 à 1935 et situé au 432 Paul Kruger Street au sud de Church Square. Il est l'un des plus grands édifices municipaux construits dans le pays.

## Historique

### Le premier hotel de ville de Pretoria
Le premier hôtel de ville de Pretoria de style cape dutch fut construit en 1905 dans Pretorius Street, trois ans après l'établissement d'une autorité locale pour diriger la ville. Après le terme de ses fonctions municipales en 1935, l'édifice servira à divers usage avant d'être démoli en 1973 et remplacée par l'immeuble Centre Walk building. 

### Le deuxième hôtel de ville

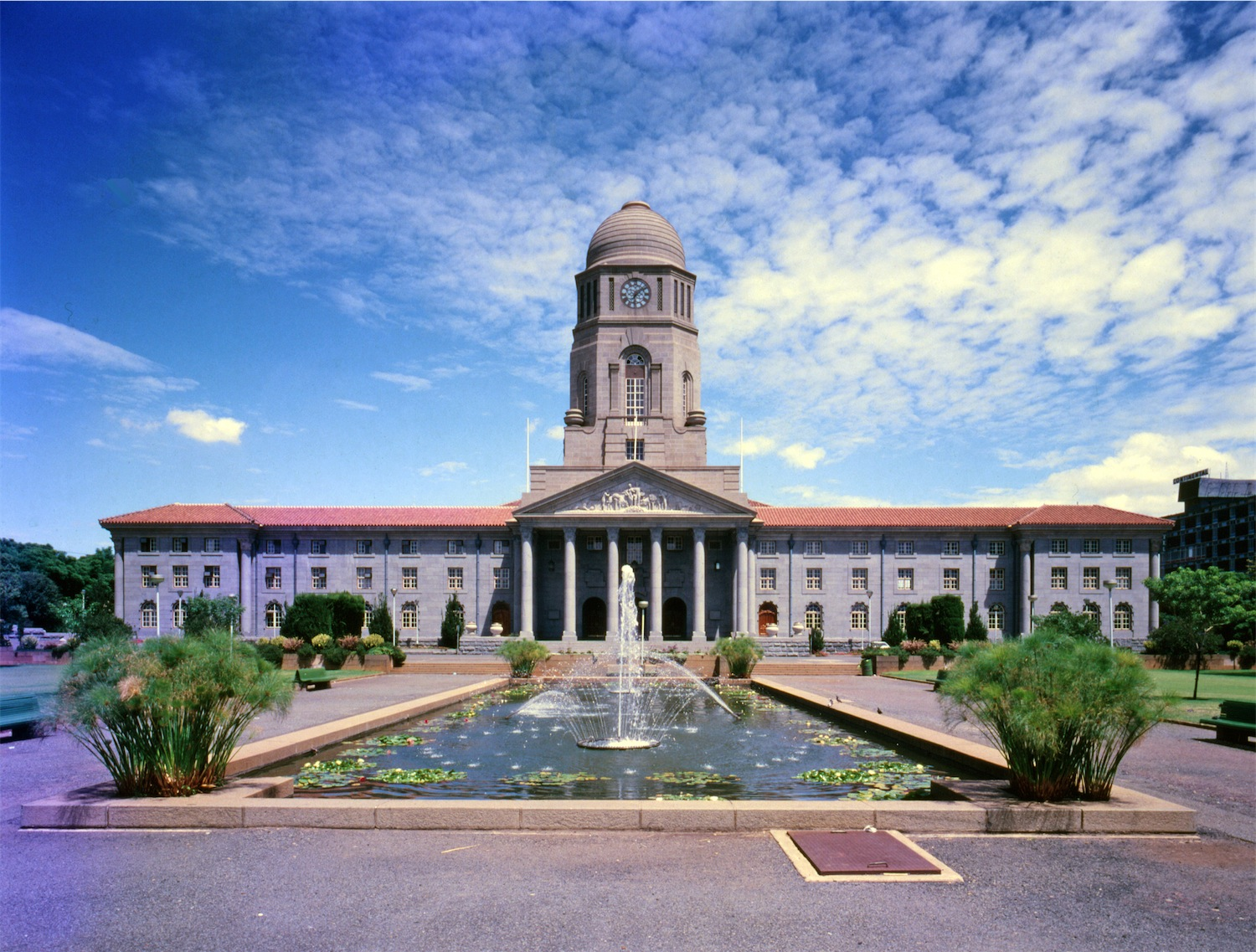
L'hôtel de ville de Pretoria en 1988

Le choix du constructeur d'un nouvel hôtel de ville résulte d'un appel d'offres lancé en 1926 et d'une compétition entre plusieurs cabinets d'architecture. Ce concours fut remporté par F.G. McIntosh mais en raison de la dépression économique, le début des travaux ne commença qu'en 1931, époque à laquelle McIntosh étant décédé, ce fut son assistant, John Lockwood Hall, qui entreprit la construction en tant que maître d'œuvre. La décision de commencer les travaux intervenait à la suite d'un changement administratif conférant à Pretoria le statut de « ville ».
Le bâtiment fut inauguré le 6 décembre 1935 par Johannes Wessels, juge de la haute cour du Transvaal, et Ivan Solomon, le maire de Pretoria.
En 1989, les habitants de Pretoria se plaignirent du mauvais état général de l'édifice (fenêtres cassées non réparées, peinture écaillée, horloge en panne). Des travaux de restauration débutèrent pour remettre l'édifice en bon état. En 1994, tous ses services furent ouverts à l'ensemble des résidents de l'agglomération de Pretoria.
Le siège de la municipalité et les réunions du conseil municipal ne sont cependant plus situés dans ce bâtiment mais ont été transférés en 1969 au Munitoria building sur vermeulen street (inauguré en 1969, partiellement incendié en 1997, démoli en 2013) et sont situés, depuis 2017, au même emplacement à la nouvelle Tshwane House sur Madiba street (ex Vermeulen str.).

## Description

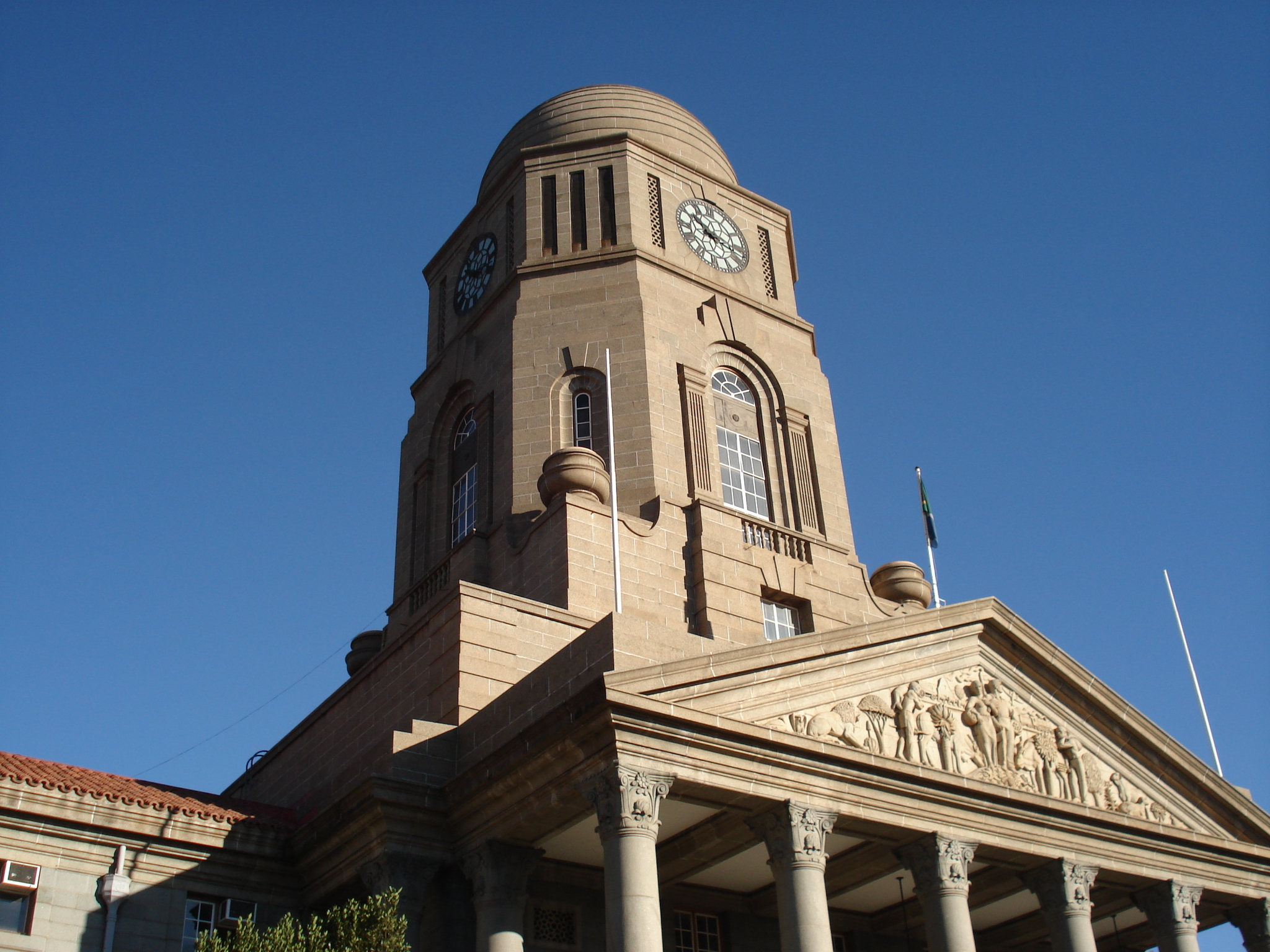
Détail du bâtiment

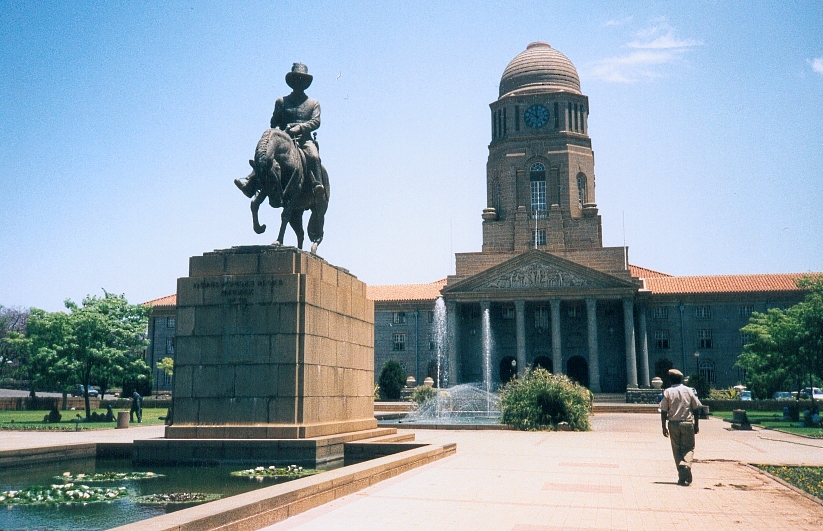
Statue d'Andries Pretorius devant l'hôtel de ville de Pretoria

Avec sa tour de 47 mètres de hauteur et son carillon, l'édifice en granit et au toit en tuiles italiennes, comme le sont beaucoup de bâtiments publics de Pretoria des années 1920 et 30, est entouré de jardins paysagers et de trottoirs. Le bâtiment est séparé du Transvaal Museum, de l'autre côté de Kruger street, par Pretorius square, une esplanade verdoyante où se succèdent les statues de personnalités historiques, un bassin de nénuphars et des fontaines.
Dans l'enceinte du bâtiment sont disséminées des sculptures de Coert Steynberg et des peintures illustrant des citations célèbres du général Jan Smuts. La mairie abrite également un orgue offert par George Heys, le propriétaire originel de Melrose House.
Un grand auditorium peut accueillir plusieurs centaines de personnes. Il est utilisé pour toutes sortes de cérémonies publiques ou privées tels les mariages.
La chambre du conseil municipal sur l'aile sud est une pièce carrée et lambrissé. Sur l'aile nord, la salle Pretorius est utilisée pour diverses représentations publiques comme des concerts de musique de chambre. Au deuxième étage se trouve la galerie publique de la chambre de conseil, les salles de comité, la salle des archives et des chambres fortes.

## Statues du parc Pretorius
Trois statues représentant des figures historiques de l'histoire de Pretoria se trouvent dans le parc :
- la Statue de Marthinus Wessel Pretorius : le fondateur de Pretoria et le premier président de la République sud-africaine (ZAR)
- la statue équestre d'Andries Pretorius : Chef Voortrekker en l'honneur de qui la ville fut baptisée
- la statue du chef Tshwane : Chef tribal. La statue fut érigée en 2006 par la nouvelle métropole de Tshwane en l'honneur de qui elle fut baptisée en 2000.

## Sources externes
- (en) Hôtel de ville de Pretoria
- (en) Historique et visite de l’Hôtel de ville de Pretoria
- (en) Pretoria City Hall
- (en) Descriptions du City Hall de Pretoria